# 내 인생의 단비
《내 인생의 단비》는 2012년 4월 2일부터 같은 해 8월 31일까지 방영되었던 SBS 아침연속극이었다.

## 줄거리
한 시대를 풍미했던 왕년의 스타 아버지가 뇌출혈로 쓰러지자 갑작스럽게 찾아온 과거의 아내와 숨겨졌던 연인이 아버지의 가족하고 갈등을 벌이는 이야기

## 등장인물

### 주요 인물
- 이다희(한단비)
- 심형탁(이승주)
- 류상욱(최규원)
- 신주아(한원미)
- 김해인(주선희)

### 단비네
- 이영하(한만준) : 단비 부친, 전직 영화배우
- 정경순(천수령) : 원미 생모, 단비 계모
- 금보라(오민아) : 만준의 전처, 전직 영화배우

### 규원이네
- 정애리(류지선) : 규원 모친, 단비의 친모, 신경과 전문의
- 전국환(류태섭) : 규원의 외조부, 파나시아 의료재단 이사장

### 승주네
- 조양자(박선자 여사) : 승주의 모친, 선자네한판구이 사장
- 이건(서은석) : 사진작가, 거리기집 하숙생
- 최대성(조기동) : 파나시아 힐링센터 간호사, 거리기집 하숙생
- 김지영(이하라) : 승주&선희 딸
- 심소헌(김은님) : 선자네한판구이 주방보조

### 그 외 인물
- 김다래(강신영) : 단비 친구, 파나시아 힐링센터 사회복지사
- 국정숙(문소란) : 파나시아 의료재단 총무과장
- 박근록(미스터 김) : 뱅상와인바 직원
- 신범식, 강석철
- 백승현(권형석)

## 연장
- 내 인생의 단비 방영 분량이 100부작에서 6회 연장되어 106부작으로 변경 및 확정되었다.